# Список іншопланетян з «Ben 10»
«Бен 10» — американський мультсеріал, створений компанією Cartoon Network Studios та творчою групою «Man of Action».

Бен і десять основних героїв Омнітрікса. Зліва направо: Вогнежар, Примарний дивак, Дикий пес, Розривні щелепи, Діамантоголовий, Сіра речовина, Чотирирукий, Модернізація, Жук, Прискорення

Омнітрікс — це пристрій, створений одним з найгеніальніших учених всесвіту, Азимутом, для двох цілей. Перша — допомагати у спілкуванні різним видам, даючи змогу опинитися в тілі іншої істоти. Друга — зберігати в собі ДНК вимерлих іншопланетян, щоб в майбутньому відродити їх. Цей пристрій перетворює тіло носія в енергію, після чого перебудовує його у обрану нову матеріальну форму.

## Іншопланетяни з Омнітрікса та Ультиматрікса

### Оригінальний мультсеріал

#### Вогнежар
Озвучення:
- Стівен Блум - Бен 10: Оригінал
- Майкл Рейсз - серія "Kevin 11"
- Чарлі Шлаттер - серія "Framed"
- Ґрі Деліль - серія "Gwen 10"
- Девід Франклін - Бен 10: Наввипередки з часом
- Ді Бредлі Бейкер - Бен 10: іншопланетна надсила
- Майкл Емерсон - серія "Ben 10 / Generator Rex: Heroes United"
- Девід Кай - Бен 10: Омніверс
- Деріл Сабара - Бен 10 (Ребут)

Вогнежар (англ. Heatblast) — це піроніт із зірки Пірос. Цей прибулець складається з магми, покритої червонувато-коричневою корою. Вогнежар по суті є "живою магмою", тому все, до чого він торкається плавиться або згорає.
У першому мультсеріалі Вогнежар був першим іншопланетянином, в якого трансформувався Бен. Це сталося випадково й переляканий хлопець запалив ліс. У епізоді "Side Effects", коли Бен застудився, Вогнежар втратив свої пірокінетичні можливості, проте отримав силу заморожування. У серії "Ken 10" прибулець має вогняні плечі, а на кінцівках його рук немає кори.
У мультсеріалі "Бен 10: іншопланетна надсила" Теннісон відновлює ДНК Вогнежара в серії "Absolute Power, Part 1", використавши піронічне ДНК Алана Албрайта, сина людини та піроніта.
Підліток Бен у серіалі "Омніверс" перетворюється на Вогнежара у серії "A Jolt From the Past", коли переслідує Корво, а 11-річний Бен перетворюється на Вогнежара у серії "Trouble Helix", для боротьби зі злим мехаморфом на ім'я Мальвар. Жар підлітка Бена вищий та м'язистіший, ніж у 11-річного.
У ребуті 2016-го року голос цього прибульця менш грубий, ніж у попередніх версіях. Також у перезапуску Вогнежар може ставати Омні-Покращеним Вогнежаром. У такій формі він має сіру броню та реактивний ранець, полум'я на його голові стає блакитним, а також він отримує здатність стріляти електричними зарядами.

##### Вугільний Хлопець
Вугільний Хлопець (англ. Charcoal Man) — це версія Вогнежара з усесвіту 23. Лише згадувався.

#### Дикий Пес
Озвучення:
- Ді Бредлі Бейкер - Бен 10: Оригінал, Бен 10: іншопланетна надсила, Бен 10: Омніверс, Бен 10: Галактичні монстри
- Тара Стронґ - серія "Ghostfreaked Out"

Дикий Пес (англ. Wildmutt) — це вульпімансер з планети Вульпін. Він схожий на ксеноморфа без хвоста й має помаранчеве хутро. Пес не вміє розмовляти й не має очей, тому для пошуку чого-небудь він використовує ніс, ехолокацію та термографічні зябра на шиї.
Дикий Пес був першим прибульцем, в якого Бен перетворився навмисно. У епізоді "Side Effects", коли Бен застудився, іншопланетянин почав видавати жахливий запах, а його зябра забилися слизом, що призвело до тимчасової втрати термографічних здібностей. Єдиний епізод, в якому Пес розмовляє, це "Ghostfreaked Out", у якому Бен бачить цього прибульця в своєму кошмарі.
У мультсеріалі "іншопланетна надсила" Дикий Пес 10-річного Бена з'явився у серії "Fame". Доросліша версія цього прибульця отримала короткий дебют в серії "Victor: The Spoils".
У "Омніверс" дизайн Пса майже не змінився, змінилося лише розташування на його тілі знаку Омнітрікса. Підліток Бен перетворюється на Дикого Пса в серії "Have I Got a Deal For You", коли переслідує Скріджита, а 11-річний Бен перетворюється на Пса в серії "Evil's Encore".

##### Супер Дикий Пес
Озвучення:
- Ді Бредлі Бейкер - Бен 10: іншопланетна надсила

Супер Дикий Пес (англ. Ultimate Wildmutt) — це покращена версія Дикого Пса. Він дуже схожий на звичайну версію, проте в нього бордове хутро, а також він має хвіст із шипами й вміє розмовляти. Супер Пес уперше з'явився в серії "Prisoner #775 is Missing".

##### Пес-Наббіт
Пес-Наббіт (англ. Dog-Nabbit) — це версія Дикого Пса з усесвіту 23. Лише згадувався.

#### Діамантоголовий
Озвучення:
- Джим Ворд - Бен 10: Оригінал
- Ванесса Маршалл - серія "Gwen 10"
- Дарен Норріс - Бен 10: Наввипередки з часом
- Ді Бредлі Бейкер - Бен 10: іншопланетна сила, Бен 10: іншопланетна надсила
- Ешлі Джонсон - серія "Inspector 13"
- Ерік Бауза - Бен 10: Омніверс, Бен 10: Галактичні монстри
- Тара Стронґ - серія "And Then There Was Ben"
- Роджер Крейґ Сміт - Бен 10 (Ребут)

Діамантоголовий (англ. Diamondhead) — це петросапієн з планети Петропія. Тіло цього прибульця має дуже щільну молекулярну структуру, що робить його майже незнищенним. Також він уміє вирощувати кристали на собі та на різних твердих поверхнях, а ще може робити зі своїх кінцівок холодну зброю. Діамантоголовий здатен відбивати будь-які енергетичні атаки, проте його можна знищити високими звуковими частотами.
Бен вперше трансформувався в цього прибульця вже в пілотній серії, щоб знищити прибулого на Землю за Омнітріксом Вілгаксового робота.
У мультсеріалі "іншопланетна сила" Діамантоголовий був відновлений у двохсерійній арці під назвою "Vengeance of Vilgax". Після цього епізоду він став трохи схожий на Хромастона.
У "іншопланетній надсилі" прибулець дебютував у серії "Basic Training", коли Бен у його образі бився з Бренніґаном.
Підліток Бен у серіалі "Омніверс" перетворився в Діамантоголового у серії "It Was Them", для боротьби з Бойовим Хробаком, а 11-річний Бен перетворюється на нього у серії "Trouble Helix", щоб битися з Мальваром. Діамантоголовий підлітка Бена має чорно-зелений костюм.
У ребуті 2016-го року Діамантоголовий носить чорний костюм з жовтою лінією посередині. Також у перезапуску він може ставати Омні-Покращеним Діамантоголовим. У такій формі він має сіру броню й має здатність поглинати енергію різного типу, за допомогою якої може створювати на руках енергетичну зброю.

#### Прискорення
Озвучення:
- Джим Уорд - Бен 10: Оригінал
- Юрій Левенталь - серія "Ben 10 / Generator Rex: Heroes United", Бен 10: Омніверс, Бен 10: Галактичні монстри
- Ешлі Джонсон - серія "And Then There Was Ben"
- Джош Кітон - Бен 10 (Ребут)

Прискорення (англ. XLR8, Accelerate) — це кінецелеран з планети Кінет. Прискорення має руки з довгими пазурами, щось схоже на шолом на голові, а також колеса на ногах, завдяки яким дуже швидко пересувається. Завдяки неймовірній швидкості цей прибулець може їздити по стінах і навіть по воді.
Бен трансформувався в цього іншопланетянина в першому епізоді, аби помститися хуліганам, які йому докучають.
У "іншопланетній надсилі" здібності Прискорення використовує Бен 10 000 у серії "Ben 10 000 Returns".
У мультсеріалі "Омніверс" Прискорення трохи худіший, ніж у оригіналі, а також носить чорно-зелений костюм, замість чорно-білого. Бен перетворився на цього прибульця в серії "Trouble Helix".
У ребуті 2016-го року Прискорення теж майже не змінився, проте в нього з'явилися два гребні на спині. Також у перезапуску він може ставати Омні-Покращеним Прискоренням. У такій формі цей прибулець має сіру броню, енергетичний хвіст і великі енергетичні колеса, завдяки яким він пересувається ще швидше, ніж зазвичай.

##### Надшвидкісний
Озвучення:
- Юрій Левенталь - Бен 10: Омніверс

Надшвидкісний (англ. Speedyquick) — це версія Прискорення з усесвіту 23. Має світлішу шкіру, блакитні очі та костюм з блакитними вставками.

#### Сіра Речовина
Озвучення:
- Річард Стівен Хорвітз - Бен 10: Оригінал
- Карі Валгрен - серія "Gwen 10"
- Карлос Алазракі - Бен 10: Наввипередки з часом
- Ерік Бауза - Бен 10: Омніверс
- Тодд Хеберкорн - Бен 10 (Ребут)

Сіра Речовина (англ. Grey Matter) — це ґалван з планети Ґалван Прайм. Ґалвани дуже розумний вид, представники якого створили багато передових винаходів галактики. Саме вони створили Омнітрікс і мехаморфів.
Найвидатнішим з цього народу є Азимут, який створив Омнітрікс. Він сам стверджував, що є найрозумнішою істотою як мінімум у трьох галактиках.
Бен вперше перетворився на Речовену в другій серії, коли за допомогою його невеликих розмірів намагався знайти рідкісну картку Борців Сумо в коробках пластівців.
У "Омніверс" він отримав короткий дебют у серії "Have I Got a Deal for You", як одне з трьох випадкових перевтілень.
У ребуті 2016-го року Сіра Речовина схожий на свого тезко з "Омніверс", проте має помаранчеві очі. Також у перезапуску він може ставати Омні-Покращеною Сірою Речовиною. У такій формі цей прибулець ходить у великому сірому екзо-костюмі.

##### Супер Сіра Речовина
Озвучення:
- Ерік Бауза - Бен 10: Омніверс

Супер Сіра Речовина (англ. Ultimate Grey Matter) — це покращена версія Сірої Речовини. Він має великий мозок, три ока, а пересувається на летючому кріслі, що робить його схожим на МОДОКа. Також уміє стріляти енергетичними променями. Супер Сіра Речовина уперше з'явився в серії "The Ultimate Heist", як один з покращених прибульців Альбедо.

##### Мозкожаба
Озвучення:
- Ерік Бауза - Бен 10: Омніверс

Мозкожаба (англ. Brainfrog) — це версія Сірої Речовини з усесвіту 23. Відрізняється від Речовини лише синім костюмом та синіми очима.

#### Чотирирукий
Озвучення:
- Річард МакҐонаґл - Бен 10: Оригінал
- Майкл Рейсз - серія "Kevin 11"
- Чарлі Шлаттер - серія "Framed"
- Ванесса Маршалл - серія "Gwen 10"
- Стівен Блум - серія "Don't Drink the Water"
- Ді Бредлі Бейкер - Бен 10: іншопланетна надсила
- Джон ДіМаджіо - серія "The Forge of Creation", Бен 10: Омніверс, Бен 10: Галактичні монстри, Бен 10 (Ребут)
- Майкл Емерсон - серія "Ben 10 / Generator Rex: Heroes United"
- Монсеррат Ернандес - серія "Freaky Gwen Ben"
- Ґуннар Сіземор - серія "Ben Again and Again"

Чотирирукий (англ. Four Arms) — це тетраманд з планети Хорос. Тетраманди це червоні 12-футові іншопланетяни з великими мускулами. Жінки цього виду мускулистіші та більші за чоловіків.
Чотирирукий є одною з найулюбленіших форм Бена. Завдяки силі цього іншопланетянина хлопець може легко зносити своїх ворогів одним лише хлопком усіма руками, а також може швидко перетнути місто за допомогою стрибків. У серії “Side Effects”, коли Бен застудився, Чотирирукий став слабким та в'ялим. Теннісон вперше перетворився на нього в серії "Washington B.C.", для бородьби з відродженим мамонтом.
У мультсеріалі "іншопланетна надсила" його дизайн трохи змінився. Тепер у Чотирирукого є хвіст з волосся на голові, а також золоті браслети на руках і ногах та золоті пояси, що перетинаються на його грудях і спині. 10-річна версія цього прибульця з'являється в серії "The Forge of Creation".
У "Омніверс" Чотирирукий обох Бенів схожий на вусатого циркового силача в комбінезоні. Підліток Бен уперше трансформувався на нього в серії "Many Happy Returns", а 11-річний у серії "The More Things Change: Part 1". Також у мультсеріалі дебютував Чотирирукий Бена 10 000, який є більшим та мускулистішим за версії молодших Бенів.
У ребуті 2016-го року цей іншопланетянин схожий на свою версію з Омнітрікса Бена 10 000 в оригінальному серіалі. Також у перезапуску він може ставати Омні-Покращеним Чотирируким. У такій формі Чотирирукий має сіру броню та маску, а його верхня пара рук стає чотирма енергетичними руками, що в цілому дає йому шість рук.

##### Різноробочий
Озвучення:
- Джон ДіМаджіо - Бен 10: Омніверс

Різноробочий (англ. Handy Man) — це версія Чотирирукого з усесвіту 23. Він схожий на Чотирирукого з оригінального мультсеріалу, проте в нього світліша шкіра й блакитна футболка, замість білої.

#### Жук
Озвучення:
- Ді Бредлі Бейкер - Бен 10: Оригінал, Бен 10: іншопланетна надсила, Бен 10: Омніверс
- Ґреґ Сайпс - Бен 10 (Ребут)

Жук (англ. Stinkfly) — це лепідоптеран з планети Лепідоптера. Це дуже смердюча істота. Жук може плювати кислотою зі своїх чотирьох очей і літати з великою швидкістю та маневреністю, проте якщо його крила намокнуть, він не зможе літати.
Бен уперше перетворився на Жука в серії "Washington B.C.", щоб перемогти доктора Анімо й врятувати Ґвен. Після цього Жук став одним з найулюбленіших прибульців Бена.
У серіалі "іншопланетна надсила" Жук з'являється в серії "The Forge of Creation", де в нього перетворюється 10-річний Бен, щоб разом з дорослішою версією себе перемогти ЕҐреґора.
У "Омніверс" Жуки обох Бенів схожі на версію з оригіналу, проте мають зелену морду. Жук 11-річного Теннісона вперше з'являється в серії "A Jolt from the Past".
У ребуті 2016-го року Жук виглядає як блакитний гуманоїд з помаранчевими крилами, а також він має два звичайних ока, замість чотирьох. Також у перезапуску Жук може ставати Омні-Покращеним Жуком. У такій формі він має сіру броню, шолом з рогами й великі блакитні крила.

##### Великий Жук
Озвучення:
- Ді Бредлі Бейкер - Бен 10: Омніверс

Великий Жук (англ. Big Bug) — це версія Жука з усесвіту 23. Він виглядає як і версія Бена 10, проте має блакитне черево, замість зеленого.

#### Розривні Щелепи
Озвучення:
- Фред Татаскьор - Бен 10: Оригінал
- Ерік Бауза - Бен 10: Омніверс

Розривні Щелепи (англ. Ripjaws) - це писцисс воланн з планети Писцисс. Це рибоподібний іншопланетянин, що може витримувати великий тиск, плавати з неймовірною швидкістю та розгризати своїми зубами навіть метал, проте він не може вижити на суші.
У оригінальному мультсеріалі Бен перетворився на цього прибульця в серії "The Krakken", щоб не дати Йону Мелвіллу викрасти яйця Краккена. Пізніше він майже не трансформувався в цього прибульця, через його життєво важливу потребу у воді.
У "іншопланетній надсилі" Бен відновлює ДНК Розривних Щелеп у серії "Perplexahedron". У цьому мультсеріалі він більше схожий на сома, ніж на вудильника, а також має довгі кігті на руках.
У "Омніверс" Розривні Щелепи 11-річного Бена майже не відрізняється від своєї версії з оригіналу, а в підлітка Бена він схожий на суміш обох попередніх версій. Обидвоє Розривних Щелеп з'являються в серії "Gone Fishin?".

#### Модернізація
Озвучення:
- Тара Стронґ - Бен 10: Оригінал, Бен 10: Омніверс, серія "Freaky Gwen Ben"
- Чарлі Шлаттер - серія "Framed"
- Пол Ейдін - серія "Gwen 10"
- Юрій Левенталь - серія "Ben 10 / Generator Rex: Heroes United", Бен 10: Омніверс, Бен 10: Галактичні монстри

Модернізація (англ. Upgrade) — це ґалванійський мехаморф. Цей вид був створений ґалванцями, щоб допомагати їм на новій планеті, Ґалван Прайм. Проте несподівано вид почав розвиватися та еволюціонувати. Ґалвани після цього вирішили не чіпати мехаморфів і дати їм спокійно жити власним життям. Модернізація може набувати будь-якої форми та зливатися з різними механізмами, також він вміє стріляти променями зі свого ока.
У оригінальному мультсеріалі Бен уперше перетворюється на Модернізацію у серії "Permanent Retirement", де в образі цього іншопланетянина запобігає пограбуванню банкомату. Свою можливість модернізувати примітивні прибори він проявив у серії "Midnight Madness", де трансформував звичайний вертоліт у бойовий корабель з лазерними гарматами.
У "іншопланетній надсилі" Модернізація з'являється у серії "Ben 10 / Generator Rex: Heroes United", де Теннісон у його формі зливається з нанітами Рекса. У цьому мультсеріалі в нього зелений живіт, а не білий.
У "Омніверс" Модернізація виглядає, як і версія з попереднього серіалу, проте має більш мускулисту статуру. Бен уперше трансформувався в нього у серії "Otto Motives", щоб модернізувати автомобіль Кевіна.
У ребуті 2016-го року колір Модернізації був змінений на фіолетовий. У серії "Omni-Tricked" Бен використав його, щоб оновити Омнітрікс і відкрити Шок-Рока, проте це призвело до того, що Модернізацію було знищено. З часом виявилося, що ДНК прибульця збереглося й злилося з ДНК Теннісона, так з'явився гібрид на ім'я Ґлітч.

##### Техно-Булька
Озвучення:
- Тара Стронґ - Бен 10: Омніверс

Техно-Булька (англ. Techno-Bubble) — це версія Модернізації з усесвіту 23. Він має блакитні вставки на тілі, замість зелених.

#### Примарний Дивак
Озвучення:
- Стівен Блум - Бен 10: Оригінал, Бен 10: Омніверс, Бен 10: Галактичні монстри
- Джеф Беннетт - Бен 10: іншопланетна сила, Бен 10: іншопланетна надсила

Примарний Дивак (англ. Ghostfreak) — це ектонуріт з планети Анур Фаетос системи Анур. Він має довгі кігті, довгий смугастий хвіст і перевернуту голову з одним оком, проте Дивак часто ховається у сірій шкірі, з якої виглядає лише його око. Ця істота стає сильнішою в темряві й вмирає на сонячному світлі, тому і ховається в захисній шкірі. Також Дивак дуже живучий. Його розум зберігається в найменшій кількості ДНК.
Бен уперше перетворився на цього прибульця в серії "Permanent Retirement", щоб утекти від тітки. Пізніше виявилося, що ДНК Примарного Дивака — це ДНК злого ектонуріта на ім'я Зскаєр. Він почав погано впливати на Теннісона, а потім і взагалі вибрався з Омнітрікса.
Бен у "іншопланетній силі" перетворився на Примарного Дивака в серії "Ghost Town", коли поглинув Зскаєра на планеті Вілгакса.
У "іншопланетній надсилі" Дивак має світлішу шкіру та більше око, яке стало зеленим.
У серіалі "Омніверс" він досі нагадує свою версію з оригіналу, але тепер має кайдани на шиї, зап'ястях, плечах і хвості. Також у даному мультсеріалі він худіший за свої попередні версії й, здається, не має особистості Зскаєра.

#### Ядро
Озвучення:
- Фред Татаскьор - Бен 10: Оригінал
- Ванесса Маршалл - серія "A Change of Face"
- Ді Бредлі Бейкер - Бен 10: іншопланетна сила, Бен 10: іншопланетна надсила
- Девід Кай - Бен 10: Омніверс
- Тревіс Віллінгем - Бен 10 (Ребут)

Ядро (англ. Cannonbolt) — це арбурійська пеларота з планети Арбурія. Після знищення їхньої планети, пелароти були переселені на планету Вульпін, де їм довелося пристосовуватися й еволюціонувати. Таким чином вони стали новим видом, названим вульпінськими тортуганами.
Ядро доволі великий прибулець, що має на спині та руках дуже міцний панцир. Він уміє скручуватися в м'яч подібно броненосцю й у такій формі розвивати велику швидкість. Бен уперше перетворився на нього у серії "The Big Tick", хоч це і сталося випадково. У серії "Ken 10" прибулець носить штани.
Ядро майже не змінився у "іншопланетній силі", проте в нього зникла чорна лінія на животі. Він дебютував у серії "War of the Worlds, Part 1".
У "іншопланетній надсилі" цей прибулець дебютував під час подій серії "Duped".
У мультсеріалі "Омніверс" Ядро схожий на всі попередні версії, проте тут він нижчий та ширший.
У ребуті 2016-го року він геть не відрізняється від усіх попередніх втілень. Також у перезапуску Ядро може ставати Омні-Покращеним Ядром. У такій формі він має сіру броню з шипами на голові та спині.

##### Супер Ядро
Озвучення:
- Ді Бредлі Бейкер - Бен 10: іншопланетна надсила

Супер Ядро (англ. Ultimate Cannonbolt) — це покращена версія Ядра. Він схожий на звичайного Ядро, проте має сірий панцир з шипами. Супер Ядро вперше з'явився в серії "Too Hot to Handle".

##### Розкладний
Озвучення:
- Девід Кай - Бен 10: Омніверс

Розкладний (англ. Rollaway) — це версія Ядра з усесвіту 23. Відрізняється від Ядра синім панциром.

#### Дика Лоза
Озвучення:
- Джим Уорд - Бен 10: Оригінал
- Ді Бредлі Бейкер - Бен 10: Омніверс, Бен 10: Галактичні монстри
- Ешлі Джонсон - серія "And Then There Were None", серія "And Then There Was Ben"
- Девід Хорнсбі - Бен 10 (Ребут)

Дика Лоза (англ. Wildvine) — це флорауна з планети Флорс Верданс. Представники цього виду є живими рослинами з довгими колючими щупальцями та одним оком. Вони мають багато здібностей, серед яких регенерація, вибухове насіння та здібність спілкуватися з іншими рослинами. Слабкістю Лози є його життєво необхідна потреба у сонячному світлі.
Бен уперше трансформувався в цього іншопланетянина у серії "Camp Fear", щоб битися з Міцеліумом.
Дика Лоза в "Омніверс" виглядає, як і раніше в обох Теннісонів, проте Лоза підлітка Бена не має очей на плечах. Уперше прибулець з'являється в серії "Outbreak", під час тренування Бена й Рука. Лоза 11-річного Теннісона з'являється в серії "Ben Again".
У ребуті 2016-го року Дика Лоза більш гуманоїдний і має ноги. Також у перезапуску він може ставати Омні-Покращеною Дикою Лозою. У такій формі цей іншопланетянин має сіру броню і два довгі енергетичні виростки з кулями на кінцях.

#### Плювака
Озвучення:
- Ді Бредлі Бейкер - Бен 10: Оригінал, Бен 10: Крах прибульців, Бен 10: іншопланетна надсила

Плювака (англ. Spitter) — це сфероїд з планети Скальпас. Плювака є невисоким зеленим прибульцем з великим ротом та очима по краях нього. Він доволі міцний, має гострі зуби й вміє плювати липкою кислотою.
Плювака вперше з'явився в серії "Ben 10 000", як один з прибульців дорослого Бена. іншопланетянин повторно з'явився в серії "Ken 10".
Бен 10 ніколи не перетворювався на Плюваку, на нього перетворювався лише Бен 10 000.

#### Баззшок
Озвучення:
- Тара Стронґ - Бен 10: Оригінал, Бен 10: іншопланетна надсила
- Ерік Бауза - Бен 10: Омніверс

Баззшок (англ. Buzzshock) — це носідініан з планети Носідін Квазар. Носідініани вміють керувати електрикою та поглинати її. Також ці істоти можуть дуже швидко переміщатися через електричні прилади й клонуватися за допомогою мітозу.
Баззшок відрізняється від звичайних носідініан. У них що очі, що смуга на животі, що електричні заряди — жовтого кольору, в той час як у Баззшока зелені очі та заряди й біла смуга на животі. Упереше він з'явився в серії "Ben 10 000", як один з прибульців дорослого Бена.
У "Омніверс" підліток Бен нарешті відкрив Баззшока в своєму Омнітріксі. У цьому серіалі він має зелену смугу на животі й зелені очі. Теннісон уперше в нього трансформувався під час нашестя носідініанів.

#### Арктигуана
Озвучення:
- Том Кейн - Бен 10: Оригінал
- Ерік Бауза - Бен 10: Омніверс, Бен 10: Галактичні монстри

Арктигуана (англ. Arctiguana) — це полярний манзардилл з планети Ікс'Неллі. Арктигуана вміє випльовувати холодний струмінь з рота, що здатен заморозити все навколо, може створювати собі крижаний міст і має підвищену фізичну силу.
Арктигуана вперше з'явився в серії "Ben 10 000", як один з прибульців дорослого Бена. іншопланетянин повторно з'явився в серії "Ken 10".
У серіалі "Омніверс" цей прибулець уперше з'являється в серії "Hot Stretch", вже як прибулець підлітка Бена. Ця версія Арктигуани майже повністю одягнена, її морда коротша, ніж у оригіналі, а також лінії на морді не перетинають рот.

##### Супер Арктигуана
Озвучення:
- Ерік Бауза - Бен 10: Омніверс

Супер Арктигуана (англ. Ultimate Arctiguana) — це покращена версія Арктигуани. Він більший за розміром, має крижаний горб на спині та гармати, що стріляють холодом. Супер Арктигуана вперше з'явився в серії "For a Few Brains More", як один з покращених прибульців Альбедо.

##### Морозоящер
Озвучення: 
- Ерік Бауза - Бен 10: Омніверс

Морозоящер (англ. Freezelizard) — це версія Арктигуани з усесвіту 23. Не відрізняється від версії Бена 10.

#### Блицвольфер
Озвучення:
- Тара Стронґ - Бен 10: Оригінал
- Кевін Майкл Річардсон - Бен 10: Омніверс, Бен 10: Галактичні монстри

Блицвольфер (англ. Blitzwolfer), також відомий як Бен-Вовк (англ. Benwolf), — це лобоан з супутника планети Анур Трансіль системи Анур під назвою Луна Лобо. Він схожий на гуманоїдного вовка, має велику фізичну силу та вміє створювати сильні звукові хвилі.
Блицвольфер уперше з'явився в серії "Benwolf", де один із лобоанів подряпав Омнітрікс Бена, що призвело до потрапляння ДНК цього прибульця в годинник. Після цього Теннісон почав повільно ставати лобоаном, проте до кінця серії все було виправлено, хоча ДНК Блицвольфера залишилося в Омнітріксі.
У серіалі "Омніверс" цей прибулець має більші мускули, а також носить зелений костюм, замість білого. Блицвольфер уперше з'являється в серії "An American Benwolf in London".

#### Хапка
Озвучення:
- Річард Ґрін - Бен 10: Оригінал
- Ді Бредлі Бейкер - Бен 10: Омніверс, Бен 10: Галактичні монстри

Хапка (англ. Snare-Oh), також відомий як Бен-Мумія (англ. Benmummy) — це зеп хуфан з планети Анур Хуфос системи Анур. Це схожий на мумію прибулець, що повністю складається з багатьох бинтів, які також можуть виконувати роль щупалець.
Хапка вперше з'явився в серії "The Return", коли Бен випадково трансформувався в нього під час повторної зустрічі з лобоаном. Пізніше в Хапку перетворюється Бен 10 000 в серії "Ken 10", аби допомогти своєму сину, Кену.
У "Омніверс" Хапка не такий худий, як в оригінальному мультсеріалі, а також має трохи іншу маску з чорно-зеленою банданою. З'явився в серії "The Frogs Of War".

#### Франкенстрайк
Озвучення:
- Майкл Дорн - Бен 10: Оригінал
- Девід Кай - Бен 10: Омніверс, Бен 10: Галактичні монстри

Франкенстрайк (англ. Frankenstrike), також відомий як Бен-Віктор (англ. Benvicktor) — це трансиліан з планети Анур Трансіль системи Анур. Трансиліани є схожими на монстра Франкенштейна істотами, здатними виробляти електричну енергію. Також вони дуже сильні та міцні й вміють виживати у вакуумі.
Бен уперше перетворився на цього прибульця в серії "Be Afraid of the Dark", коли Омнітрікс просканував доктора Віктора під час битви з ним, Зскаєром та Зеп Хуфаном.
У "Омніверс" він з'являється в серії "Max's Monster". Франкенстрайк виглядає як і в оригіналі, проте носить зелений одяг.

##### Блискавка Вольт
Озвучення:
- Девід Кай - Бен 10: Омніверс

Блискавка Вольт (англ. Lightning Volt) — це версія Франкенстрайка з усесвіту 23. Він відрізняється від Бенової версії лише золотими наручами та вставками на штанах.

#### Блювота
Озвучення:
- Дейв Віттенберг - Бен 10: Оригінал
- Ді Бредлі Бейкер - Бен 10: іншопланетна сила, Бен 10: іншопланетна надсила
- Ешлі Джонсон - серія "Inspector 13"
- Ерік Бауза - Бен 10: Омніверс

Блювота (англ. Upchuck) — це гурманд з планети Пептос XI. Блювота є маленьким жабоподібним прибульцем з чотирма довгими язиками, якими він затягує все собі в рот.
Блювота дебютував у серії "The Visitor", коли його в Омнітріксі відкрила Ксилол, щоб Бен міг урятувати свого дідуся Макса й зупинити дрон Вілгакса.
У "Інпланетній силі" та "іншопланетній надсилі" Блювота має вже темно-зелену шкіру, світло-зелений живіт та коричневі плями на тілі. У першому мультсеріалі він дебютував у серії "War of the Worlds, Part 1", а в другому у серії "Duped".
У серіалі "Омніверс" Блювота 11-річного Бена не відрізняється від Блювоти з оригіналу. Так само й версія підлітка Бена виглядає схожим на версію з "іншопланетної сили". Уперше з'явився в серії "Tummy Trouble".

##### Блювотний Хлопець
Озвучення:
- Ерік Бауза - Бен 10: Омніверс

Блювотний Хлопець (англ. Vomit Man) — це версія Блювоти з усесвіту 23. Він відрізняється від Блювоти світлішою шкірою та синім костюмом.

#### Клон
Озвучення:
- Роб Паульсен - Бен 10: Оригінал, Бен 10: Омніверс, Бен 10: Галактичні монстри

Клон (англ. Ditto) — це спліксон з планети Хатор. Він є невеликим іншопланетянином, що здатен створювати незліченну кількість своїх дублікатів, а також дихати під водою. Кожен дублікат Клона діє самостійно, проте також має зв'язок з іншими клонами. Таким чином, кожен Клон відчуває біль, якщо його відчуває один з них, а також, у разі смерті одного Клона, помирають усі.
Бен уперше на нього перетворився випадково, в серії "Divided We Stand", а потім знову на нього перетворився в тій же серії, щоб боротися з мутантами доктора Анімо.
Клон 11-річного Бена в "Омніверс" дуже схожий на себе з оригінального мультсеріалу, проте має трохи змінений костюм і білі шипи на щоках. Версія Клона підлітка Бена має зелений костюм.

##### Спліттер Кріттер
Спліттер Кріттер (англ. Splitter Critter) — це версія Клона з усесвіту 23. Лише згадувався.

#### Окатий Хлопець
Озвучення:
- Ді Бредлі Бейкер - Бен 10: Оригінал
- Пол Ейдін - Бен 10: Омніверс, Бен 10: Галактичні монстри

Окатий Хлопець (англ. Eye Guy) — це оптикоід з планети Сайтра. Цей прибулець має дуже багато очей на тілі, проте на голові їх у нього немає, а є лише два великих вуха, схожих на кажанячі. Зі своїх багатьох очей він уміє стріляти вогнем, заморожувальними променями та лазером.
У оригінальному серіалі Бен трансформувався в нього лише одного разу, в серії "Ben 10 vs. the Negative 10, Part 2", аби зупинити команду Негатив 10.
Окатий Хлопець обох Бенів у "Омніверс" майже не відрізняється від своєї версії з оригіналу, проте його очі більші і їх на тілі менше, а також на його штанах зелені вставки, замість білих.
У ребуті 2016-го року можна помітити ДНК Окатого Хлопця.

##### Окатий Хлопець (Усесвіт 23)
Озвучення:
- Пол Ейдін - Бен 10: Омніверс

Окатий Хлопець є також і у всесвіті 23. Він має сіру шкіру та блакитні вставки на штанах.

#### Атлант
Озвучення:
- Фред Татаскьор - Бен 10: Таємниця Омнітрікса, Бен 10: Крах прибульців
- Ді Бредлі Бейкер - Бен 10: іншопланетна сила, Бен 10: іншопланетна надсила
- Ґреґ Сайпс - серія "Inspector 13"
- Ерік Бауза - Бен 10: Омніверс

Атлант (англ. Way Big) — це токустар, створений у космічних бурях. Цей іншопланетянин заввишки 46 метрів. Він уміє пересуватися на великих швидкостях, створювати космічний шторм, стріляти лазером з рук і має невразливу шкіру. Також цей іншопланетянин має неймовірно велику фізичну силу й здатен легко побороти Вілгакса, навіть коли той заввишки з нього самого. Єдиною слабкістю Атланта є його гребінь на голові, при пошкодженні якого прибулець паралізується.
Атланта в Омнітріксі відкрив Азимут, у мультфільмі "Таємниця Омнітрікса", щоб Бен зміг перемогти прибулого на Ґалван Прайм Вілгакса.
У оригінальному мультсеріалі Атлант з'явився в серії "Ken 10", у якій на цього прибульця перетворився Бен 10 000, щоб боротися з Кевіном 11 000 і врятувати свого сина, Кена.
У "іншопланетній силі" в Атланта зникли залізні вставки на тілі й гостряки на тазі. Він дебютував у серії "Primus", під час битви між Беном та велетенським Вілгаксом.
У "іншопланетній надсилі" Атлант дебютує в серії "Video Games", коли Бен у його формі розчавлює робота Сталкера, за допомогою якого Теннісона намагався знищити Уіл Харанге.
У "Омніверс" цей прибулець схожий на суміш усіх попередніх версій. Також у цьому мультсеріалі він має японський акцент. Атлант був тимчасово стертий з Омнітрікса Іоном.

##### Супер Атлант
Озвучення:
- Ді Бредлі Бейкер - Бен 10: іншопланетна надсила

Супер Атлант (англ. Ultimate Way Big) — це покращена версія Атланта. Він заввишки 91 метр, має блакитну шкіру з білими та червоними вставками, а ще має роги. Він уміє літати, а також стріляти лазерними променями й дисками. Супер Атлант з'явився лише один раз, на початку серії "The Ultimate Enemy, Part 2".

##### Гігантський Манстер
Гігантський Манстер (англ. Giant Manster) — це версія Атланта з усесвіту 23. Лише згадувався.

#### Іон
Озвучення:
- Крістьєн Ангольт - Бен 10: Наввипередки з часом

Іон (англ. Eon) — це версія Бена з паралельного всесвіту. Бен трансформувався в нього під час подій фільму "Бен 10: Наввипередки з часом", коли Іон ввів своє ДНК у Омнітрікс Теннісона. Ця версія Бена вміє маніпулювати часом.

### іншопланетна Сила

Бен та герої нового Омнітрікса в "іншопланетній силі"

#### Багножар
Озвучення:
- Ді Бредлі Бейкер - Бен 10: іншопланетна сила, Бен 10: іншопланетна надсила, Бен 10: Омніверс, Бен 10: Галактичні монстри

Багножар (англ. Swampfire) — це метанозіан з планети Метанос. Він є живою рослиною, що здатна випромінювати вогонь, регенерувати своє тіло та тіла інших істот, а також керувати рослинами.
Він дебютував у першій серії "іншопланетної сили" під назвою "Ben 10 Returns, Part 1", коли Бен отримав новий Омнітрікс. Багножар став першим прибульцем, в якого трансформувався Теннісон у "іншопланетній силі".
У "іншопланетній надсилі" цей прибулець дебютував під час подій серії "Fame".
У "Омніверс" дизайн Багножара спершу майже не змінився. Проте після серії "Charmed, I'm Sure" іншопланетянин став зовсім іншим. Він став мускулистішим, його покрив став світлішим, пальці стали жовтими, голова стала червоно-жовтою, а також з'явився комір на шиї. Багножар дебютував у серії "Have I Got a Deal For You".

##### Супер Багножар
Озвучення:
- Ді Бредлі Бейкер - Бен 10: іншопланетна сила, Бен 10: іншопланетна надсила

Супер Багножар (англ. Ultimate Swampfire) — це покращена версія Багножара. Він має тверду коричневу кору й блакитні вставки з керосинового розчину, в одній з яких знаходиться його голова. Завдяки цьому блакитному розчину він здатен стріляти блакитним полум'ям, яке сильніше за звичайне полум'я. Також Супер Багножар може кидатися вибуховим насінням. Єдиною слабкістю цієї покращеної версії є відсутність регенеративних здібностей. Супер Багножар уперше з'явився в серії "The Final Battle, Part 2" й став першою відкритою Беном покращеною версією.

##### Пан Гній
Пан Гній (англ. Mr. Mucky) — це версія Багножара з усесвіту 23. Лише згадувався.

#### Луна Луна
Озвучення:
- Ді Бредлі Бейкер - Бен 10: іншопланетна сила, Бен 10: іншопланетна надсила, Бен 10: Омніверс

Луна Луна (англ. Echo Echo) — це сонорозіан з планети Сонорозія. Представники цього виду є живими звуковими хвилями, а тіло кожного сонорозіана слугує лише оболонкою для стримування його сили.
Луна Луна вміє випромінювати звукові хвилі великої сили, які здатні руйнувати будинки, відкидати автомобілі й зупиняти кулі в повітрі. Також прибулець використовує свої сили для ехолокації. Окрім звукових хвиль, Луна Луна вміє створювати свої копії, проте на відміну від Клона, дублікати Луни завжди думають однаково.
Уперше Луна Луна з'явився в серії "Ben 10 Returns, Part 2", коли Бен у його образі боровся з драконом-роботом Лицарів Вічності.
У "іншопланетній надсилі" цей прибулець дебютував під час подій серії "Fame".
У серіалі "Омніверс" Луна Луна менший, його очі випуклі, він має більший живіт і зплющену голову. 

##### Супер Луна Луна
Озвучення:
- Ді Бредлі Бейкер - Бен 10: іншопланетна надсила, Бен 10: Омніверс

Супер Луна Луна (англ. Ultimate Echo Echo) — це покращена версія Луни Луни. Він більший за розмірами й має синій покрив. Супер Луна не має вміння створювати клонів, проте він має здатність відділяти від свого тіла летючі диски, що випромінюють звук, а також здатність до левітації. Супер Луна Луна вперше з'явився в серії "Map of Infinity".
У серіалі "Омніверс" цю версію використовує Альбедо. У даному мультсеріалі Супер Луна має темно-синій покрив зі срібними вставками. Він дебютував у серії "The Ultimate Heist".

##### Копія Копія
Копія Копія (англ. Copy Copy) — це версія Луни Луни з усесвіту 23. Лише згадувався.

#### Гуманґозавр
Озвучення:
- Ді Бредлі Бейкер - Бен 10: іншопланетна сила, Бен 10: іншопланетна надсила
- Джеф Беннетт - серія "Primus"
- Ешлі Джонсон - серія "Inspector 13"
- Майкл Емерсон - серія "Ben 10 / Generator Rex: Heroes United"
- Джон ДіМаджіо - Бен 10: Омніверс, Бен 10: Галактичні монстри
- Девід Кай - Бен 10 (Ребут)

Гуманґозавр (англ. Humungousaur) — це ваксазауріан з планети Террадіно. Він є 10-метровим гуманоїдним динозавром з великими м'язами та міцною шкірою. Коли цей прибулець злиться, він може досягнути 18 метрів, а також на його спині з'являються пластини, а на хвості виростають шипи. Гуманґозавр є одною з найулюбленіших форм Бена.
Уперше Теннісон перетворився на нього в серії "Ben 10 Returns: Part 2", щоб боротися з чистопородним та ДНК-чужими.
У "іншопланетній надсилі" цей прибулець дебютував під час подій серії "Fame".
У серіалі "Омніверс" Гуманґозавр носить чорні труси й зелений пояс на грудях. Він нижчий, ширший і має коротший хвіст. Дебютував у серії "Of Predators and Prey, Part 2".
У ребуті 2016-го року Гуманґозавр схожий на свою версію з оригіналу, проте має велику нижню щелепу, пластини на спині та булаву на хвості.

##### Супер Гуманґозавр
Озвучення:
- Ді Бредлі Бейкер - Бен 10: іншопланетна сила, Бен 10: іншопланетна надсила
- Джон ДіМаджіо - Бен 10: Омніверс

Супер Гуманґозавр (англ. Ultimate Humungousaur) — це покращена версія Гуманґозавра. Він заввишки 37 метрів, має панцир на голові, спині, животі та руках, а також має роги. Супер Гуманґозавр також вміє трансформувати свої руки в гармати, що стріляють кістяними снарядами. Проте, на відміну від звичайної версії, ця версія не росте від злості. Супер Гуманґозавр уперше з'явився в серії "The Final Battle, Part 1", коли в нього трансформувався Альбедо. Бен уперше перетворився на нього в серії "Too Hot to Handle".
У "Омніверс" цю версію використовує Альбедо. У даному мультсеріалі Супер Гуманґозавр має коричневу шкіру й багато металевих вставок на тілі. Він дебютував у серії "The Ultimate Heist".

##### Дино-Могутній
Озвучення:
- Джон ДіМаджіо - Бен 10: Омніверс

Дино-Могутній (англ. Dino-Myghty) — це версія Гуманґозавра з усесвіту 23. Він має темнішу шкіру й блакитний пояс на грудях.

#### Реактивний Скат
Озвучення:
- Ді Бредлі Бейкер - Бен 10: іншопланетна сила, Бен 10: іншопланетна надсила
- Ґреґ Сайпс - серія "Inspector 13"

Реактивний Скат (англ. Jetray) — це аерофібіан з планети Аеропела. Він схожий на ската через шкіру, що з'єднує його руки з тілом. Цей прибулець здатен літати й плавати з неймовірною швидкістю. Скат також уміє вистрелювати нейрошоковими зарядами. Окрім того, йому не потрібне повітря, завдяки чому він може літати в космосі.
Скат уперше з'явився в серії "Everybody Talks About the Weather", коли Бен у його образі переслідував Алана Албрайта. Теннісон рідко використовує цього іншопланетянина для бортьби з кимось, він використовує Ската лише для пересування.
У "іншопланетній надсилі" цей прибулець дебютував під час подій серії "Fame".

#### Крилатий
Озвучення:
- Ді Бредлі Бейкер - Бен 10: іншопланетна сила, Бен 10: іншопланетна надсила, Бен 10: Омніверс, Бен 10: Галактичні монстри

Крилатий (англ. Big Chill) — це некрофріґіан з планети Кілмиш. Він має великі сині крила, схожі на крила метелика, що також можуть складатися в плащ з капюшоном на тілі прибульця. Ще Крилатий має заморожувальний подих і вміє ставати невидимим та безтілесним.
Крилатий дуже стійкий до екстремальних температур, що дозволяє йому чудово почуватися в будь-якому середовищі. Слабкістю даного прибульця є те, що представники його виду можуть завдавати одне одному ударів навіть у стані безтілесності. Некрофріґіани харчуються сонячною плазмою, проте їхні діти спершу харчуються металом.
Бен уперше перетворився на нього в серії "Kevin's Big Score", щоб переслідувати Кевіна. У серії "Save the Last Dance" особистість Крилатого взяла верх над особистістю Бена, щоб провести процес розмноження, в ході якого було народжено 15 некрофріґіан-дитинчат.
У серіалі "іншопланетна надсила" Крилатий дебютував у другій серії, коли Бен у його образі боровся з Уріаном.
Крилатий з "Омніверс" більший, і має більші крила. Він з'явився в серії "Of Predators and Prey, Part 2".

##### Супер Крилатий
Озвучення:
- Ді Бредлі Бейкер - Бен 10: іншопланетна надсила

Супер Крилатий (англ. Ultimate Big Chill) — це покращена версія Крилатого. Він має забарвлення в стилі вогню й вирости навколо очей, що нагадують маску. Голос Супер Крилатого нижчий та грубший, ніж у звичайної версії. Також його заморожувальний подих супроводжується вогнем. Супер Крилатий уперше з'явився в серії "Hit Em Where They Live".

##### Морозопривид
Озвучення:
- Ді Бредлі Бейкер - Бен 10: Омніверс

Морозопривид (англ. Freezeghost) — це версія Крилатого з усесвіту 23. Він має білу шкіру з блакитними вставками.

#### Хромастон
Озвучення:
- Ді Бредлі Бейкер - Бен 10: іншопланетна сила, Бен 10: іншопланетна надсила
- Ерік Бауза - Бен 10: Омніверс

Хромастон (англ. Chromastone) — це кристалсапієн з планети Петропія. Як і тіло Діамантоголового, тіло Хромастона повністю зроблене з неймовірно міцного кристалу, проте також він має кремнієвий покрив. Окрім того, цей прибулець уміє літати й поглинати енергію, після чого він перетворює її на різнокольорові лазерні промені. Хромастон не здатен поглинути енергію, що на нього спрямована, якщо він її не очікував.
Бен уперше трансформувався в нього у серії "All That Glitters", щоб зупинити зомбі-школярок. Під час подій серії "Vengeance of Vilgax, Part 2", Вілгакс знищив Хромастона, після чого з його уламків був відновлений Діамантоголовий. Хоч Хромастон і був відновлений у серії "The Secret of Chromastone", Бен не використовував його аж до пілотної серії "іншопланетної надсили".
У серіалі "Омніверс" Хромастон майже не змінився. Він уперше з'явився в серії "Trouble Helix". Після серії "A New Dawn" зовнішність Хромастона трохи змінилася: в нього з'явився комбінезон і його плечі, а також нижня щелепа, стали більші.

#### Мозковий Краб
Озвучення:
- Ді Бредлі Бейкер - Бен 10: іншопланетна сила, Бен 10: іншопланетна надсила
- Корі Бертон - Бен 10: Омніверс

Мозковий Краб (англ. Brainstorm) — це цереброкрустасіан з планети Енцефалонус IV. Цей вид є високоінтелектуальними крабами. Окрім надзвичайно високого інтелектуального розвитку, вони також здатні вистрелювати електричними зарядами зі свого мозку, відкриваючи дві пластини, котрі його покривають. До того ж цей вид уміє левітувати, створювати силові поля й викликати бурю силою думки.
Бен уперше трансформувався в Мозкового Краба у серії "Pier Pressure", що сталося випадково. У його формі Теннісон розмовляє з набагато кращою дикцією й британським акцентом.
У "іншопланетній надсилі" цей прибулець дебютував під час подій серії "Fame".
Мозковий Краб у "Омніверс" має зелено-чорну лінію посередині голови. Також у цьому мультсеріалі він розмовляє зі шведським акцентом. З'явився в серії "Malefactor".

##### Кібер Краб
Кібер Краб (англ. Cyber Crab) — це версія Мозкового Краба з усесвіту 23. Лише згадувався.

#### Мавпа-Павук
Озвучення:
- Ді Бредлі Бейкер - Бен 10: іншопланетна сила, Бен 10: іншопланетна надсила, Бен 10: Омніверс

Мавпа-Павук (англ. Spidermonkey) — це арахнічимп з планети Арахнасциммія. Цей прибулець схожий на чотирируку мавпу з синім хутром і чотирма очима, що також уміє вистрелювати з хвоста павутиною.
Уперше Бен використав його в серії "What Are Little Girls Made Of?", щоб боротися з Вердоною. Мавпа-Павук один з найчастіше використовуваних Теннісоном іншопланетян у серіалі.
У "іншопланетній надсилі" цей прибулець дебютував під час подій серії "Fame", коли Бен у його формі боровся з орішаном на ім'я Бівалван.
У серіалі "Омніверс" Мавпа-Павук має шість очей, а також у нього є зелені пояси з символом Омнітрікса, котрі перетинаються на його грудях і спині. Бен перетворився на нього в серії "The More Things Change, Part 1", коли боровся з Крабдозером.

##### Супер Мавпа-Павук
Озвучення:
- Ді Бредлі Бейкер - Бен 10: іншопланетна надсила
- Пол Ейдін - Бен 10: Омніверс

Супер Мавпа-Павук (англ. Ultimate Spidermonkey) — це покращена версія Мавпи-Павука. Він схожий на велику горилу з фіолетовим хутром і чотирма павучими ногами на спині. Покращена версія цього прибульця сильніша й стріляє павутиною з рота, так як не має хвоста. Супер Мавпа-Павук уперше з'явився в серії "Fame".
У серіалі "Омніверс" цю версію використовує Альбедо. У даному мультсеріалі Супер Мавпа-Павук не має павучих ніг, замість них у нього є ще дві пари рук. Також версія Альбедо має чорне хутро. Він дебютував у серії "For a Few Brains More".

##### Пан Мавпа
Озвучення:
- Ді Бредлі Бейкер - Бен 10: Омніверс

Пан Мавпа (англ. Mr. Monkey) — це версія Мавпи-Павука з усесвіту 23. Він має біле хутро й блакитну шкіру.

#### Желе
Озвучення:
- Ді Бредлі Бейкер - Бен 10: іншопланетна сила, Бен 10: іншопланетна надсила, Бен 10: Омніверс
- Джеймс Ремар - серія "Primus"

Желе (англ. Goop) — це поліморф з планети Віскосія. Цей іншопланетянин є 200-кілограмовим "живим слизом", що здатен зберігати гуманоїдну форму лише завдяки антигравітаційному пристрою, який схожий на маленьку летючу тарілку. Цей пристрій також дає йому можливість літати.
Бен уперше перетворився на Желе в серії "The Gauntlet", коли протистояв Техадону.
У серіалі "іншопланетна надсила" прибулець дебютував у серії "Andreas' Fault". Пізніше, в серії "Deep", Теннісон використав антигравітаційний пристрій Желе для збереження гравітації планети Писцисс.
У "Омніверс" Бен трансформувався в нього у серії "Blukic and Driba Go to Mr. Smoothy's".

##### Брудо-Бруд
Брудо-Бруд (англ. Muck-A-Muck) — це версія Желе з усесвіту 23. Лише згадувався.

#### Прибулець Ікс
Озвучення:
- Юрій Левенталь - Бен 10: іншопланетна сила, Бен 10: іншопланетна надсила, Бен 10: Омніверс

Прибулець Ікс (англ. Alien X) — це целестіалсапієн, чий вид проживає в Кузні Створення, куди можна потрапити лише завдяки Мапі Нескінченності. Представники цього виду мають тіло створене з темної матерії, всередині якої знаходяться зірки. Целестіалсапієни є всемогутніми створіннями, здатними легко маніпулювати часом, простором і реальністю. Єдине, що здержує цих істот, це їхня роздвоєна особистість. Одна з них уособлює любов і співчуття, а інша гнів та агресію. Якщо ці дві особистості не досягнуть компромісу, то целестіалсапієн не може зробити навіть руху.
Уперше Бен перетворився на даного іншопланетянина під час місії по порятунку принцеси Аттеї в серії "X === Ben + 2". Через відсутність можливості досягти компромісу між двома особистостями Прибульця Ікс, Беллікусом і Сереною, Теннісон у його формі не міг навіть поворухнутися протягом усієї серії. Саме тому Бен вирішив більше не використовувати його форму, хоч і визнав, що цей прибулець непомірно могутній.
У "іншопланетній надсилі" Прибульця Ікс можна було використати лише вимкнувши протокол безпеки. Ця функція була додана в Ультиматрікс, аби форму даного прибульця не можна було використати, якщо годинник потрапить у погані руки. Бен використав його лише під час подій серії "The Forge of Creation", у якій намагався впевнити Беллікуса і Серену допомогти йому знайти Кузню Створення й зупинити ЕҐреґора, проте вони не погодилися.
У серіалі "Омніверс" Бен уперше використав його форму в серії "So Long, and Thanks For All Smoothies", щоб вимкнути Анігілаарк і вберегти Землю від знищення. Пізніше, після поєдинку з Галактичним Гладіатором, Теннісон отримав майже повний контроль над цією формою. У цьому мультсеріалі Прибулець Ікс має більшу мускулатуру і сильно виражене підборіддя.

#### Магніт
Озвучення:
- Ді Бредлі Бейкер - Бен 10: іншопланетна сила, Бен 10: іншопланетна надсила, Бен 10: Омніверс

Магніт (англ. Lodestar) — це біосовортіан з невідомої планети. Він уміє керувати магнітними полями й таким чином керувати металом і літати. Магніт має срібну голову, що левітує між його високими гострими плечима. Тіло цього прибульця зроблене з доволі міцного матеріалу, проте якщо воно раптом і буде знищене, Магніт все одно може зібратися назад навіть із самих дрібних уламків.
Уперше голограму Магніта можна побачити в останній серії другого сезону "іншопланетної сили", після перепрограмування Беном ДНК чистопородних, а в серії "Simple" Теннісон нарешті трансформувався в нього.
У "іншопланетній надсилі" Бен уперше перетворився на даного іншопланетянина в серії "Video Games", для боротьби з роботом Сталкером.
У серіалі "Омніверс" Магніт майже не змінився, проте на його тілі стало більше жовтих вставок, а на голові з'явилися жовті роги. Він дебютував у серії "The More Things Change, Part 1", коли Бен у його формі бився з клоуном Зомбозо.

#### Рез
Озвучення:
- Джон ДіМаджіо - Бен 10: іншопланетна сила, Бен 10: іншопланетна надсила, Бен 10: Омніверс, Бен 10: Галактичні монстри
- Ді Бредлі Бейкер - Бен 10 (Ребут)
- Джеф Беннетт - серія "Primus"
- Ешлі Джонсон - серія "Inspector 13"
- Двайт Шульц - серія"Animorphosis"

Рез (англ. Rath) — це апоплексіан з планети апоплексія. Представники цього виду є мускулистими, дуже агресивними та войовничими гуманоїдними тиграми, які атакують все, що бачать. Вони також мають на зап'ястях обох рук по одному гострому кігтю, котрі вміють генерувати ударні хвилі. Великою слабкістю всіх апоплаксіанів є їхня гостро виражена аквафобія.
Уперше Бен трансформувався в Реза у серії "Con of Rath". Через вплив принца Тіффіна на Омнітрікс Бен залишався у формі Реза впродовж усієї серії.
У "іншопланетній надсилі" цей прибулець дебютував під час подій серії "Fame".
У мультсеріалі "Омніверс" Рез зовні не змінився. Він уперше з'явився в серії "It Was Them", а у серії "Secret of Dos Santos" він отримав костюм лучадора.
У ребуті 2016-го року Рез був спершу використаний доктором Анімо, коли він витягнув ДНК цього прибульця з Омнітрікса й увів його собі в серії "Animorphosis". Бен уперше перетворився на нього в четвертій серії третього сезону.

##### Супер Рез
Озвучення:
- Джон ДіМаджіо - Бен 10: Омніверс

Супер Рез (англ. Ultimate Rath) — це покращена версія Реза. Він кремезніший за звичайну версію, має біле хутро з червоними смугами, темно-рожеву шкіру й три червоні гостряки на спині. Також він має по два кігтя на зап'ястях. Супер Рез вперше з'явився в серії "Malgax Attacks", як один з покращених прибульців Альбедо.

##### Рез (Усесвіт 23)
Рез є також і у всесвіті 23. Лише згадувався.

#### Наномех
Озвучення:
- Алекс Вінтер - Бен 10: іншопланетний рій
- Ді Бредлі Бейкер - Бен 10: іншопланетна надсила

Наномех (англ. Nanomech) — це гібрид наночипа й людини. Заввишки він приблизно один дюйм, проте також цей дрон здатен зменшуватися до мікроскопічних розмірів. Окрім цього Наномех має крила й уміє вистрелювати з рук та ока енергетичними кулями. На відміну від інших дронів, королева не має контролю над Наномехом, проте однаково здатна впливати на нього.
Уперше цей робот з'явився в повнометражному телефільмі "Бен 10: іншопланетний рій", коли Бен просканував одного з наночипів, аби в його образі битися з королевою.
Після фільму Наномех з'явився в "іншопланетній надсилі", де його зовнішній вигляд і голос сильно змінилися. Він дебютував у серії "Video Games", коли Бен у його образі руйнував робота Віла Харанге.
У серіалі "Омніверс" Наномех більше схожий на версію з фільму. Він має чотири маленьких ока на лиці, а на місці, де колись було одне велике око, в нього з'явився символ Омнітрікса.

##### Малесенький
Малесенький (англ. Teeny Weeny) — це версія Наномеха з усесвіту 23. Лише згадувався.

### Іншопланетна Надсила

Деякі
герої Ультиматрікса в "іншопланетній надсилі". Зліва направо: Армодрилло, Енергія, Черепаха, Амфібія, Водяна загроза

#### Водяна Загроза
Озвучення:
- Ді Бредлі Бейкер - Бен 10: іншопланетна сила, Бен 10: іншопланетна надсила, Бен 10: Омніверс, Бен 10: Галактичні монстри

Водяна Загроза (англ. Water Hazard) — це орішан з планети Кіусана, що знаходиться в  галактиці Андромеди. Цей прибулець є молюском у червоному панцирі, котрий уміє поглинати вологу та стріляти нею з рук.
У серіалі "іншопланетна надсила" Бен отримав можливість перетворюватися на Водяну Загрозу, коли просканував Бівалвана, одного з прибульців, викрадених ЕҐреґором. Теннісон уперше використав його форму в серії "Too Hot to Handle", щоб Пандор вважав його Бівалваном і перестав усе трощити.
У "Омніверс" Водяна Загроза має чотири ока та щось подібне до вусоногих на тілі. Уперше з'явився в серії "The More Things Change, Part 2".

#### Амфібія
Озвучення:
- Юрій Левенталь - серія "Fused", Бен 10: Омніверс
- Ді Бредлі Бейкер - Бен 10: іншопланетна надсила
- Ґреґ Сайпс - серія "Inspector 13"

Амфібія (англ. AmpFibian) — це ампері з планети Тесслос, що знаходиться в галактиці Андромеди. Цей прибулець схожий на блакитну медузу. Він уміє поглинати та випромінювати електрику, а також відчувати нервові імпульси інших істот, таким чином читаючи їхні думки, проте Бен ще не опанував цю здатність. Окрім того, Амфібія вміє літати, плавати й пересуватися через провідники, перетворившись на струм.
Уперше форма прибульця була використана, коли Ра'ад, представник цієї раси, вселився в Ультиматрікс Бена під час подій серії "Fused". Навмисно Теннісон перетворився на Амфібію у серії "Deep".
У "Омніверс" Амфібія має загострені щупальця й чорні очі з зеленими зіницями. іншопланетянин дебютував у серії "Have I Got a Deal for You".

#### Армодрилло
Озвучення:
- Ді Бредлі Бейкер - Бен 10: іншопланетна надсила
- Джон ДіМаджіо - Бен 10: Омніверс

Армодрилло (англ. Armodrillo) — це талпедан з планети Терраекскава, що знаходиться в галактиці Андромеди. Він є подібним до броненосця прибульцем у дуже міцній броні, що схожа на обладунок, а його панцир на голові нагадує коринфський шолом. Армодрилло також уміє трансформувати кисті своїх рук у відбійні молотки, щоб викликати землетрус, або трансформувати їх у свердла, щоб рити землю. Не зважаючи на весь його механічний вигляд, цей іншопланетянин є біологічною істотою, а його обладунок та свердла природні.
Уперше Бен використав цю форму, щоб боротися з Комп'ютроном та іншими роботами з усесвіту 12, котрих впустив до нашого всесвіту Капітан Немезіс у серії "Hero Time".
У мультсеріалі "Омніверс" Армодрилло має металеві вставки на голові та на плечах. Також у цьому серіалі він став одним з найулюбленіших прибульців Бена. Уперше з'явився в серії "The More Things Change, Part 2".

##### Тулбокс
Озвучення:
- Джон ДіМаджіо - Бен 10: Омніверс

Тулбокс (англ. Toolbox) — це версія Армодрилла з усесвіту 23. Він має блакитне забарвлення та золоті вставки на тілі.

#### Терраспін
Озвучення:
- Ді Бредлі Бейкер - Бен 10: іншопланетна надсила
- Бампер Робінсон - Бен 10: Омніверс, Бен 10: Галактичні монстри

Терраспін (англ. Terraspin) — це ґеокілон аеріо з планети Альдабра, що знаходиться в галактиці Андромеди. Цей іншопланетянин є черепахоподібною істотою з отворами на передньому панцирі, з яких він може випромінювати сильні потоки вітру. Завдяки цій здатності Терраспін уміє зносити своїх противників, хоча цей вид дуже мирний і використовує свої сили лише для пересування. Також на цього прибульця не діє мана.
Уперше форму Терраспіна Бен використав у серії "Reflected Glory".
Цей прибулець у мультсеріалі "Омніверс" має темні плями на тілі, пальці на ногах, а також шість повітряних отворів на панцирі, замість восьми. Дебютував у серії "The More Things Change, Part 2".

#### Енергія
Озвучення:
- Ді Бредлі Бейкер - Бен 10: іншопланетна надсила, Бен 10: Омніверс, Бен 10: Галактичні монстри

Енергія (англ. NRG, Energy) — це прип'ятозіан-Б з планети Прип'ятос, що знаходиться в галактиці Андромеди. Цей іншопланетянин є чистою радіоактивною енергією, заточеною в міцний скафандр, аби не пропускати його силу. Проте навіть через скафандр він може випромінювати тепло та радіацію, або стріляти променями через отвори на шоломі.
Бен уперше перетворився на Енергію під час зустрічі з 10-річним собою біля Кузні Створення в серії "The Forge of Creation".
Енергія в "Омніверс" має більш опущений шолом, на якому тепер знаходиться ручка. Завдяки цій ручці Бен легко може відкрити скафандр прибульця й скористатися його силами на повну. Уперше з'явився в серії "The More Things Change, Part 2".

#### Швидкий
Озвучення:
- Ді Бредлі Бейкер - Бен 10: іншопланетна надсила

Швидкий (англ. Fasttrack) — це сітракаях з планети Чалібіс. Він має синю шкіру з чорними вставками й вирости навколо очей, що нагадують маску. Він уміє дуже швидко пересуватися й має велику фізичну силу. Швидкий може легко нести на собі велику вагу й при цьому не зменшувати швидкості. На відміну від Прискорення, Швидкому доволі тяжко зупинятися.
Уперше форма цього прибульця була використана Беном у серії "Basic Training".

##### Швидкий Кіт
Швидкий Кіт (англ. Fastcat) — це версія Швидкого з усесвіту 23. Лише згадувався.

#### Хамелеон
Озвучення:
- Ді Бредлі Бейкер - Бен 10: іншопланетна надсила

Хамелеон (англ. ChamAlien) — це мерлінісапієн з невідомої планети. Його планету майже неможливо знайти, адже вона дуже добре замаскована. Хамелеон схожий на сіру ящірку з трьома різнобарвними очима (червоне, зелене та синє). Він уміє міняти свій колір, зливаючись з оточенням, але тінь може його видати. Також Хамелеон дуже гнучкий, швидкий і слизький, а ще має жало на хвості.
Бен отримав ДНК цього прибульця після сканування одного з останніх мерлінісапієнів у серії "Prisoner #775 is Missing". Спершу Теннісон назвав цю форму Оверкілл.

#### Ітл
Озвучення:
- Ді Бредлі Бейкер - Бен 10: іншопланетна надсила
- Ерік Бауза - Бен 10: Омніверс

Ітл (англ. Eatle) — це оріктіні з планети Колеоп Терра. Він є кіборгом, що нагадує великого чорного жука-носорога з великими металевими зубами. Завдяки своїм сильним щелепам Ітл може розгризти майже будь-який матеріал. Також він має подібні до Блювоти здібності й уміє переробляти все з'їдене в лазер, яким потім стріляє зі свого рогу.
Дебютував у серії "A Knight to Remember", коли Бен у його формі безрезультатно намагався побороти Вілгакса.
У серіалі "Омніверс" Ітл схожий на японського жука-носорога, має темно-зелений панцир та світло-зелене чоло, а залізна в нього тільки нижня щелепа. Уперше з'явився в серії "Hot Stretch".

#### Годинник
Озвучення:
- Ді Бредлі Бейкер - Бен 10: іншопланетна надсила, Бен 10: Омніверс, Бен 10: Галактичні монстри
- Ешлі Джонсон - серія "Inspector 13"

Годинник (англ. Clockwork) — це хроносапієн з невідомої планети. Він схожий на золотий заводний годинник з руками та ногами. Цей іншопланетянин уміє подорожувати крізь простір та час, відтворювати події минулого у вигляді голограми, а також вистрелювати часовими променями, що перемотують час будь-яких речей чи істот.
Першим у серіалі в нього трансформувався Бен 10 000, щоб здолати Іона в серії "Ben 10 000 Returns". Пізніше, в епізоді "Inspector 13", на Годинника перетворилася Ґвен через зламаний Ультиматрікс. Підліток Бен уперше використав його форму в серії "Catch a Falling Star".
У серіалі "Омніверс" дизайн Годинника підлітка Бена майже не змінився. Також у мультсеріалі є молодша версія цього прибульця, якою користується 11-річний Теннісон. Годинник молодшого Бена менший на зріст та має більш дитяче обличчя, а також чорно-білий тулуб. Уперше з'явився в серії "A Jolt From the Past".

##### Вінді-Хінді
Вінді-Хінді (англ. Windy-Hindy) — це версія Годинника з усесвіту 23. Лише згадувався.

#### Гремлін
Озвучення:
- Ді Бредлі Бейкер - Бен 10: іншопланетна надсила
- Бампер Робінсон - Бен 10: Омніверс

Гремлін (англ. Jury Rigg) — це планчакулій з планети Аул-Тархен. Цей прибулець може зібрати та розібрати будь який прилад, змінивши його здібності та спосіб застосування. Бену доволі тяжко контролювати себе в цій формі, адже його гремлінська сутність бажає все трощити.
Уперше Теннісон використав Гремліна в серії "The Eggman Cometh". Спершу йому було тяжко взяти над ним контроль, проте в кінці він зумів побороти сутність прибульця й перемайструвати новий прилад доктора Анімо.
У "Омніверс" Гремлін носить чорно-зелений костюм пілота. Дебютував у серії "Have I Got a Deal for You".

##### Гремлін-Механік
Гремлін-Механік (англ. Fix-It Gremlin) — це версія Гремліна з усесвіту 23. Лише згадувався.

#### Шоксквоч
Озвучення:
- Девід Кай - серія "Ben 10 / Generator Rex: Heroes United", Бен 10: Омніверс

Шоксквоч (англ. Shocksquatch) — це ґимлінопітек з планети Паттерсонія. Ґимлінопітеки є великими сильними мавпами. Вони мають невеликі металеві пластини по всьому тілі, котрі проводять їхню електрику. Шоксквоч розмовляє з канадським акцентом.
іншопланетянин уперше був використаний Беном у спеціальному випуску під назвою "Ben 10 / Generator Rex: Heroes United", коли Альфа Наніт зламав Ультиматрікс. У даному випуску він має сіро-біле хутро.
У серіалі "Омніверс" Шоксквоч стрункіший, має жовто-чорне хутро, більші кисті рук та три роги на голові. Бен упереше на нього перетворився для боротьби з Жукоящером у двохсерійній арці під назвою "The More Things Change".

##### Електро Єті
Озвучення:
- Девід Кай - Бен 10: Омніверс

Електро Єті (англ. Electricyeti) — це версія Шоксквоча з усесвіту 23. Ця версія прибульця має жовто-синє хутро.

### Омніверс

Герої нового Омнітрікса в "Омніверс"

#### Зворотній Зв'язок
Озвучення:
- Юрій Левенталь - Бен 10: Омніверс, Бен 10: Галактичні монстри

Зворотній Зв'язок (англ. Feedback) — це кондуктоід з планети Теславорр. Представники цього виду є гуманоїдними істотами з одним оком та штекерами на пальцях рук, хвості та їхніх довгих антенах. Завдяки цим штекерам Зворотній Зв'язок маже поглинати та перенаправляти електрику.
Цей іншопланетянин є найулюбленішшим прибульцем 11-річного Бена. Він часто використовував його навіть тоді, коли це було недоречно, доки Мальвар не видалив його ДНК з Омнітрікса. Зв'язок 11-річного Бена має чорно-біле забарвлення, а підлітка Бена — чорно-зелене.
Молодший Бен уперше використав форму Зворотнього Зв'язка в серії "The More Things Change, Part 1", а старший уперше його форму використав у серії "Showdown, Part 2". Також це останній використаний Теннісоном прибулець у "Омніверс".

##### Зворотній Зв'язок (Усесвіт 23)
Зворотній Зв'язок є також і у всесвіті 23. Лише згадувався.

#### Блокс
Озвучення:
- Бампер Робінсон - Бен 10: Омніверс, Бен 10: Галактичні монстри

Блокс (англ. Bloxx) — це сигментасапієн з планети Поліомінус. Блокс повнісью складається з частин, що нагадують LEGO блоки червоного, синього та жовтого кольорів. Завдяки такій незвичайній будові тіла Блокс може змінювати свою форму відповідно до ситуації, трансформуватися в стіну, катапульту або клітку. Також він може використовувати свої блоки, щоб розтягнути себе, збільшитися чи вистрілити ними в противників. Проте здібність цього іншопланетянина є і його слабкістю, адже якщо хтось ударить Блокса з потрібною силою, то він розпадеться на блоки.
Бен уперше трансформувався в даного прибульця в серії "The More Things Change, Part 1", щоб уберегти іншопланетну бакалію в Беллвуді й допомогти Руку відключити бомбу.

##### Будівельник
Озвучення:
- Бампер Робінсон - Бен 10: Омніверс

Будівельник (англ. Build-A-Guy) — це версія Блокса з усесвіту 23. Він має блоки синього, сірого та білого кольорів.

#### Граватака
Озвучення:
- Девід Кай - Бен 10: Омніверс

Ґраватака (англ. Gravattack) — це галілеан з планети Кеплорр. Тіло цього прибульця складається з міцного каменю, він має велику голову, великий рот і розплавлене ядро посередині тіла. Основною силою Граватаки є маніпуляція гравітацією завдяки зміні ваги різних речей та істот. Також він може робити з об'єктів орбітальне кільце навколо себе, створювати бар'єри і щити з фіолетової матерії та зменшувати швидкість будь-яких речей чи істот, що іноді може призвести до утворення чорної діри. Для кращого впливу прибулець може скрутитися в мініатюрну планету.
Уперше Ґраватака з'являється в серії "A Jolt from the Past", коли Бен у його образі бореться з Фістрайком у його механічному костюмі 12-го рівня.

##### Супер Граватака
Озвучення:
- Девід Кай - Бен 10: Омніверс

Супер Граватака (англ. Ultimate Gravattack) — це покращена версія Граватаки. Він має подібніше до планети тіло, адже має лише голову та руки прикріплені до неї. Він має великі шипи на тілі, три живі супутники, а розплавлене ядро тепер знаходиться в його роті. Супер Граватака уперше з'явився в серії "For A Few Brains More", як один з покращених прибульців Альбедо.

##### Орбітальний Хлопець
Орбітальний Хлопець (англ. Orbit Man) — це версія Граватаки з усесвіту 23. Лише згадувався.

#### Крахконик
Озвучення:
- Ді Бредлі Бейкер - Бен 10: Омніверс, Бен 10: Галактичні монстри

Крахконик (англ. Crashhopper) — це представник невідомого виду з невідомої планети. Крахконик схожий на суміш коника й богомола з сильними ногами й трьома рогами. Завдяки своїм сильним ногам він може високо пригати й створювати ударні хвилі призимляючись. Також він здатен пробивати стіни завдяки своїм гострими кігтям.
Бен уперше трансформувався у цього іншопланетянина в епізоді "It Was Them", щоб побороти доктора Анімо та його кібер-мурах.

#### Кульковий Довгоносик
Озвучення:
- Бампер Робінсон - Бен 10: Омніверс

Кульковий Довгоносик (англ. Ball Weevil) — це інсектоід з невідомої планети. Цей прибулець схожий на маленького жовтого жука з рогами. Він уміє плюватися плазмовими кульками, які поглинають будь-яку речовину чи енергію, після чого вибухають. Також Довгоносик уміє створювати плазмові мотузки, щоб зв'язувати своїх ворогів.
Уперше Бен використав його форму в серії "Of Predators and Prey, Part 1" для перемоги над Кайбером та його собакою.

#### Ходяча Форель
Озвучення:
- Юрій Левенталь - Бен 10: Омніверс

Ходяча Форель (англ. Walkatrout) — це іхтіперамбулоїд з планети Ґіллі-Перамбулос Променад. Він схожий на маленьку круглу акулу з тонкими ніжками. Форель чудово почувається як під водою, так і без неї, а завдяки своєму маленькому розміру може будь-де сховатися.
Бен перетворився на цього прибульця випадково, в серії "Outbreak", через досліди над Омнітріксом.

#### Пилок Пескі
Озвучення:
- Тара Стронґ - Бен 10: Омніверс
- Юрій Левенталь - серія "Outbreak"

Пилок Пескі (англ. Pesky Dust) — це немуіна з планети Немунімос IV. Пилок схожий на піксі з блакитною шкірою та фіолетовими крилами, завдяки яким уміє швидко літати. Також іншопланетянин уміє розпиляти сонний пилок і входити в розум істот, аби побачити їхні сни. Пилок Пескі має дуже високий голос, а літеру "р" він вимовляє муркотінням.
Цей прибулець дебютував у серії "Outbreak", через досліди над Омнітріксом.

##### Нічний Лицар
Озвучення:
- Тара Стронґ - Бен 10: Омніверс

Нічний Лицар (англ. Nighty Knight) — це версія Пилка Пескі з усесвіту 23. Має синє вбрання, замість зеленого.

#### Вусатий Кріт
Озвучення:
- Девід Кай - Бен 10: Омніверс
- Юрій Левенталь - серія "Outbreak"

Вусатий Кріт (англ. Mole-Stache) — це представник невідомого виду з невідомої планети. Цей прибулець виглядає як гуманоїдний коричневий кріт. Він має жовті вуса, котрими керує, як будь-якими кінцівками. Також Кріт уміє змінювати дофжину й форму своїх вусів, літати та копати завдяки ним. Він розмовляє з англійським акцентом.
Уперше Вусатий Кріт був використаний у серії "Outbreak", через досліди над Омнітріксом.

#### Найгірший
Озвучення:
- Ді Бредлі Бейкер - Бен 10: Омніверс
- Юрій Левенталь - серія "Outbreak"

Найгірший (англ. The Worst) — це атрозіан з невідомої планети. Він має жовте й товсте краплеподібне тіло. Найгірший є дуже витривалим прибульцем. Цей іншопланетянин здатен витримати дуже сильні удари, лазер, екстримальні температури та будь-яку кислоту. Проте окрім витривалості, Найгірший не має більше здібностей, тому Бен і назвав його Найгіршим.
Уперше з'явився в серії "Outbreak", через досліди над Омнітріксом.

#### Задиркуватий Яструб
Озвучення:
- Юрій Левенталь - Бен 10: Омніверс, Бен 10: Галактичні монстри

Задиркуватий Яструб (англ. Kickin Hawk) — це представник невідомого виду з невідомої планети. Він виглядає як суміш півня та яструба з жовто-коричневим оперенням та ірокезом. Задиркуватий Яструб володіє надлюдською силою, швидкістю і гнучкістю. Також він має великі гострі кігті на руках і ногах, а ще довгі леза на ліктях. Удари Яструба здатні створювати хвилі, що зносять його ворогів.
Бен уперше перетворився в Задиркуватого Яструба під час подій серії "Outbreak", коли просканував Ліама.

#### Почвара
Озвучення:
- Ерік Бауза - Бен 10: Омніверс

Почвара (англ. Toepick) — це представник невідомого виду з невідомої планети. Почвара виглядає як троль з жовтим хутром. Він носить темно-зелений шолом з решітками та рогами, прикріплений ланцюгами до пояса. Цей шолом потрібен Почварі, аби ніхто, включаючи також Бена в образі цього прибульця, не бачив його потворного обличчя. Його лице настільки жахливе, що будь-яка істота у всесвіті, побачивши його, блідніє або взагалі втрачає глузд.
Уперше Почвара був згаданий у оригінальному мультсеріалі, в серії "Ken 10", як один з іншопланетян нового Омнітрікса Кена.
Глядачам він був представлений в мультсеріалі "Омніверс", у серії "Special Delivery", коли Теннісон у його образі налякав Психона.

#### Астродактиль
Озвучення:
- Ді Бредлі Бейкер - Бен 10: Омніверс

Астродактиль (англ. Astrodactyl) — це птурбозауріан з планети Террадіно. Представники цього виду є птерозаврами з реактивними ранцями на спині, завдяки яким можуть дуже швидко літати. Енергію, котра випромінюється з їхнього ранця, птурбозауріани також використовують для створення батогів на руках, або променя з дзьобу. Окрім того, вони здатні виживати у вакуумі, завдяки чому можуть літати в космосі.
Бен уперше трансформувався в Астродактиля в серії "While You Were Away", щоб зупинити принцесу Аттею та злого цереброкрустасіана на ім'я доктор Психобос.

#### Жаба-Бик
Озвучення:
- Джон ДіМаджіо - Бен 10: Омніверс, Бен 10: Галактичні монстри

Жаба-Бик (англ. Bullfrag) — це інкурсіан з невідомої планети. Цей прибулець виглядає як антропоморфна жаба з мускулистим тілом. Жаба-Бик відрізняється від інших інкурсіан своїм високим струнким тілом і блідою шкірою, адже інші представники цього виду низькі та худі. Також іншопланетянин дуже швидки, гнучкий, уміє високо стрибати, а ще має гарний нюх і довгий липкий язик. Слабкостями Жаби-Бика є його вразливість до сильних запахів і симпатія до принцеси Аттеї.
Його в Омнітріксі відкрив Азимут у серії "The Frogs of War, Part 2", аби Бен міг проникнути в ряди армії інкурсіан. У цьому епізоді Жаба-Бик носить типовий для його раси темно-фіолетовий костюм, а в усіх подальших носить чорно-зелений. Також у його спорядження входить металевий шолом.

#### Атомікс
Озвучення:
- Джон ДіМаджіо - Бен 10: Омніверс, Бен 10: Галактичні монстри

Атомікс (англ. Atomix) — це представник невідомого виду з невідомої планети. Після Прибульця Ікс, цей іншопланетянин є найсильмішим героєм Бена. Він є роботом у білій броні, на котрій є колби з невідомою зеленою рідиною. Атомікс має великий спектр здібностей, серед яких нуклеокінез, радіокінез, створення ядерних вибухів, генерація тепла, маніпуляція енергією світла й синтезу, а також утворення енергетичних щитів. Окрім того, він має неймовірну силу, швидкість, спритність і витривалість. Атомікс здатен одним ударом здолати Супер Гуманґозавра. Він розмовляє дуже серйозним і впевненим голосом та весь час викрикує назви своїх атак, як персонаж аніме.
Уперше Атомікс був згаданий у оригінальному мультсеріалі, в серії "Ken 10", як один з іншопланетян Омнітрікса Бена 10 000, котрого хотів би мати в своєму годиннику Кенні.
Він дебютував у "Омніверс", коли його в Омнітріксі випадково відкрив Азимут у серії "For a Few Brains More", після чого Бен у його формі легко переміг Альбедо в образі Супер Гуманґозавра і Супер Мавпи-Павука.

#### Метеорист
Озвучення:
- Роб Паульсен - Бен 10: Омніверс, Бен 10: Галактичні монстри

Метеорист (англ. Gutrot) — це представник невідомого виду з невідомої планети. Цей прибулець має фіолетову шкіру і зелений костюм. Він має здібність випускати з отворів на своєму тілі різні гази, котрі утворюються в його травній системі. Серед помічених газів Метеориста є діоксид сірки (сльозогінний газ), оксид азоту (звеселяючий газ), фторметил-гексафторизопропил-ефір, токустарський феромон, а також невідомий кислотний газ. Окрім того, іншопланетянин добре розбирається в хімії. Він має надто повільну реакцію, що і є його головною слабкістю.
Бен уперше використав форму Метеориста в серії "Animo Crackers", під час атаки на двох докторів Анімо.

#### Вампір
Озвучення:
- Джон ДіМаджіо - Бен 10: Омніверс, Бен 10: Галактичні монстри

Вампір (англ. Whampire) — це владат з планети Анур Владіас системи Анур. Він має бліду шкіру й носить чорно-зелений костюм, завдяки якому може літати. Подібно до Примарного Дивака, на Вампіра погано впливає сонячне світло. Цей прибулець здатен гіпнотизувати будь-яких істот і поглинати їхню внутрішню енергію, а через його поганий самоконтроль, ця здібність робить його небезпечним для союзників. Також Вампір уміє створювати звукові удари, має інфрачервоний зір і вміє перетворюватися на маленьку однооку істоту з крилами, як у кажана.
Бен уперше перетворився на Вампіра в серії "The Vampire Strikes Back", після того, як Омнітрікс просканував лорда Трансіля.

### Ребут

#### Водозлив
Озвучення:
- Макс Міттелмен - Бен 10 (Ребут)

Водозлив (англ. Overflow) — це каскан з планети Каскареу, що знаходиться в галактиці Андромеди. Цей прибулець є круглим кіборгом у червоному екзо-скелеті. Він уміє стріляти водою, створювати водяні вибухи й швидко плавати. Також, випускаючи струмені води з рук, Водозлив може літати.
Окрім того, він може ставати Омні-Покращеним Водозливом. У такій формі даний іншопланетянин має сіру броню та великі водяні гармати за спиною, а також може створювати крижані бар'єри.

#### Гакс
Озвучення:
- Юрій Левенталь - Бен 10 (Ребут)

Ґакс (англ. Gax) — це химера суі ґенеріс з планети Вілгаксія. Зразок його ДНК було взято з Вілгакса. Цей прибулець дуже витривалий та сильний і може виживати навіть за екстремальних температур. До того ж руки Гакса є заплетеними щупальцями, які він може розплутати в екстрених ситуаціях, а також він уміє стріляти лазером з очей.

#### Шок-Рок
Озвучення:
- Девід Кай - Бен 10 (Ребут)

Шок-Рок (англ. Shock Rock) — це фулміні з планети Фулмас. Він з'явився в Омнітріксі, після того як з нього був видалений Модернізація. Цей іншопланетянин складається з електроенергії, покритої міцними кам'яними обладунками. Шок-Рок може використовувати свою енергію для створення різної зброї, щитів та силового поля.
Однією з особливих сил цього прибульця є здатність покращувати інших героїв Бена, роблячи їх Омні-Покращеними. У такій формі вони мають додаткові сили, пов'язані з енергією Шок-Рока.

#### Ляпас
Озвучення:
- Тодд Геберкорн - Бен 10 (Ребут)

Ляпас (англ. Slapback) — це екоплектоід з планети Екоплектон. Даний іншопланетянин схожий на антропоморфну жабу з металевими бровами. Він уміє розділятися надвоє після удару по спині, як і кожен його наступний дублікат. Також кожні його наступні версії вдвічі менші, мають більшу міцність, силу та щільність. Дункан Руло зауважив, що при достатній кількості дублікати Ляпаса можуть досягнути щільності як у чорної діри.

### Лише згадувалися

#### Змія
Змія (англ. Snakepit) — це представник невідомого виду з невідомої планети.
Уперше Змія був згаданий у серії "Ken 10", як один з іншопланетян нового Омнітрікса Кена.

#### Пісочниця
Пісочниця (англ. Sandbox) — це представник невідомого виду з невідомої планети.
Він був згаданий у серії "Ken 10", як один з іншопланетян нового Омнітрікса Кенні.

#### Панцироголовий
Панцироголовий (англ. Shellhead) — це представник невідомого виду з невідомої планети. Він уміє лише ховатися в своєму панцирі.
Панцироголовий був згаданий у серії "Ken 10", як один з іншопланетян нового Омнітрікса Кена.

#### Скеля
Скеля (англ. Rocks) — це базальт з планети Андезит. Цей прибулець повністю складається з міцного жовтого каменю. За словами Дерріка Вайєта він має сили, подібні до сил Тремора з гри "Mortal Kombat".
Прибулець уперше з'явився в неканонічній азіатській грі під назвою "Power of the Omnitrix".
Пізніше він був згаданий в "Омніверс", у серії "Let's do the Time War Again".

#### Кальмастриктор
Кальмастриктор (англ. Squidstrictor) — це цепалод-аі з планети Молюскус. Він виглядає як медуза з помаранчевою шкірою. Цей прибулець має щупальця з сильними присосками та вміє стріляти чорнилом.
Кальмастриктор уперше з'явився в неканонічні азіатській грі під назвою "Power of the Omnitrix".
Він був згаданий у серії "Let's do the Time War Again" мультсеріалу "Омніверс".

#### Кальмаромовець
Кальмаромовець (англ. Ventrilosquid) — це представник невідомого виду з невідомої планети. За словами Метта Вейна, він має сильні телепатичні здібності.
Цей іншопланетянин уперше з'явився в неканонічній азіатській грі під назвою "Power of the Omnitrix".
Пізніше він був згаданий в "Омніверс", у серії "Let's do the Time War Again".

## Іншопланетяни з Біомнітрікса

### Оригінальний мультсеріал

#### Жукорукий
Озвучення:
- Ді Бредлі Бейкер - Бен 10: Оригінал

Жукорукий (англ. Stink Arms) — це гібрид Жука й Чотирирукого. Він виглядає як Чотирирукий з очима, крилами та хвостом, як у Жука. Подібно останньому цей гібрид також може стріляти слизом з очей. Слабкістю Жукорукого є його маленькі крила, через які він не здатен літати.
Цей іншопланетянин з'явився в серії "Dr. Animo and the Mutant Ray", коли Бен зламав свій Омнітрікс. Теннісон у його образі безрезультатно намагався здолати жаб доктора Анімо.

#### Діамантова Речовина
Озвучення:
- Джим Уорд - Бен 10: Оригінал

Діамантова Речовина (англ. Diamond Matter) — це гібрид Діамантоголового та Сірої Речовини. Він виглядає як Сіра Речовина зроблена з кристалів Діамантоголового, якими також може стріляти. Цей гібрид приблизно вдвічі більший за Сіру Речовину.
Діамантова Речовина дебютував у серії "Dr. Animo and the Mutant Ray", коли Бен зламав свій Омнітрікс. У його формі хлопець намагався підбити човен доктора Анімо.

#### Вогняні Щелепи
Озвучення:
- Стівен Блум - Бен 10: Оригінал

Вогняні Щелепи (англ. Heat Jaws) — це гібрид Вогнежара й Розривних Щелеп. Він виглядає як Розривні Щелепи з руками та ногами Вогнежара й вогняним гребенем на спині. Вогняні Щелепи має сили обох іншопланетян, проте не може нормально ними скористатися, адже не здатен вижити на суші, а у воді зникають його пірокінетичні сили.
Він уперше з'явився в серії "Dr. Animo and the Mutant Ray", коли Бен зламав свій Омнітрікс. Теннісон перетворився в нього під час фінальної битви з Анімо.

### Омніверс

#### Крахшокер
Озвучення:
- Ді Бредлі Бейкер - Бен 10: Омніверс

Крахшокер (англ. Crashocker) — це гібрид Крахконика й Шоксквоча. Він виглядає як мускулистий Крахконик із зелено-чорним хутром та металевими пластинами на тілі. Крахшокер уміє випромінювати сильні потоки електричного струму під час приземлення. Також завдяки своїм мускулистим ногам, цей гібрид може стрибати набагато вище, ніж Крахконик.
Крахшокер уперше з'явився в серії "Let's Do the Time War Again", коли Бен 10 000 у його образі атакував Екзо-Скулла.

#### Модернгремлін
Озвучення:
- Бампер Робінсон - Бен 10: Омніверс

Модернгремлін (англ. Uprigg) — це гібрид Модернізації та Гремліна. Він виглядає як Модернізація у формі Гремліна. Цей гібрид має здібності обох прибульців, з чиїх ДНК складається.
Модернгремлін був використаний Беном 10 000 у епізоді "Let's Do the Time War Again".

#### Гігантська Блювота
Озвучення:
- Ерік Бауза - Бен 10: Омніверс

Гігантська Блювота (англ. Big Chuck) — це гібрид Атланта й Блювоти. Він виглядає як велетенська Блювота з білою шкірою, зеленим гребнем на голові та зеленими лезами на ліктях. Велетенська Блювота має фізичну силу Атланта та здібності Блювоти.
З'явився цей прибулець у серії "Let's Do the Time War Again", коли Бен 10 000 у його формі бився проти слуг Іона.

#### Чотиризавр
Озвучення:
- Джон ДіМаджіо - Бен 10: Омніверс

Чотиризавр (англ. Fourmungousaur) — це гібрид Чотирирукого та Гуманґозавра. Він виглядає як червоний Гуманґозавр з чотирма руками й вусами та бородою Чотирирукого. Чотиризавр володіє набагато більшою силою, ніж у іншопланетян, з чиєї ДНК він створений.
Гібрид був представлений в епізоді "Let's Do the Time War Again", як один з гібридів Бена 10 000.

#### Атом Ікс
Озвучення:
- Джадд Нельсон - Бен 10: Омніверс

Атом Ікс (англ. Atomic X) — це гібрид Атомікса та Прибульця Ікс. Має вигляд Прибульця Ікс в броні Атомікса. Даний гібрид є найсильнішим героєм Бена, адже здатен на будь-які маніпуляції реальністю, часом і простором.
Уперше був використаний Беном 10 000 у епізоді "And Then There Were None", для знищення часової бомби, проте місію було провалено, а майже всіх Бенів було стерто з реальності.

#### Гуманґожелезавр
Озвучення:
- Джон ДіМаджіо - Бен 10: Омніверс

Гуманґожелезавр (англ. Humungoopsaur) — це гібрид Гуманґозавра та Желе. Даний гібрид виглядає як Гуманґозавр, котрий повністю складається з зеленого слизу.
Гуманґожелезавр був використаний Беном 10 000 у серії "The End of an Era", для боротьби з доктором Анімо.

### Невикористані ідеї

#### АрмоКлон
АрмоКлон (англ. ArmaDitto) — це гібрид Армодрилла та Клона.

#### Бикодрилло
Бикодрилло (англ. Bullmadrillo) — це гібрид Жаби-Бика та Армодрилла.

#### Годиносквоч
Годиносквоч (англ. ClockSquatch) — це гібрид Годинника і Шоксквоча.

#### Годинатомікс
Годинатомікс (англ. Clocktomix) — це гібрид Годинника й Атомікса.

#### Діамантовий Пес
Діамантовий Пес (англ. Diamondmutt) — це гібрид Діамантоголового і Дикого Пса.

#### Луна Клон Луна Клон
Луна Клон Луна Клон (англ. Echo Ditto Echo Ditto) — це гібрид Луни Луни та Клона.

#### Франкеноголовий
Франкеноголовий (англ. Frankenhead) — це гібрид Франкенстрайка та Діамантоголового.

#### Крилатий Дивак
Крилатий Дивак (англ. Freak Chill) — це гібрид Крилатого й Примарного Дивака.

#### Гравадактиль
Гравадактиль (англ. Gravadactyl) - це гібрид Граватаки та Астродактиля.

#### Метеоблювота
Метеоблювота (англ. Gutchuck) — це гібрид Метеориста і Блювоти.

#### Метеоспін
Метеоспін (англ. Gutspin) — це гібрид Метеориста і Терраспіна.

#### Вогнатомікс
Вогнатомікс (англ. HeatMix) — це гібрид Вогнежара й Атомікса.

#### Нанотлант
Нанотлант (англ. Nano-Big) — це гібрид Наномеха та Атланта.

#### Пилокмангопескі
Пилокмангопескі (англ. Peskmungodust) — це гібрид Пилку Пескі та Гуманґозавра.

#### Крилатий Гремлін
Крилатий Гремлін (англ. Rigg Chill) — це гібрид Крилатого і Гремліна.

#### Пилокочвара
Пилокочвара (англ. Toe Dust) — це гібрид Пилку Пескі та Почвари.

#### Блюватий
Блюватий (англ. Upchill) — це гібрид Блювоти й Крилатого.

#### Найгірша Форель
Найгірша Форель (англ. Worstatrout) — це гібрид Найгіршого та Ходячої Форелі.

#### Примарення
Примарення (англ. XLR-Freak) — це гібрид Прискорення й Примарного Дивака.

#### Прискоренергія
Прискоренергія (англ. XLRG) — це гібрид Прискорення та Енергії.

#### Присковольфер
Присковольфер (англ. XLR-Wolf) — це гібрид Прискорення й Блицвольфера.

## Іншопланетяни з Неметрікса
Неметрікс — це пристрій, створений доктором Психобосом на основі Омнітрікса. У ньому міститься ДНК найнебезпечніх хижаків галактики.

#### Крабдозер
Крабдозер (англ. Crabdozer) — це іншопланетянин із зірки Пірос. Він є природним ворогом піронітів (Вогнежар). Крабдозер виглядає як кам'яний шестиногий краб з головою носорога. Не зважаючи на свої розміри, цей прибулець дуже швидкий, а також неймовірно міцний і вогнестійкий. Окрім того, Крабдозер здатен вижити у вакуумі.
Уперше з'явився в серії "The More Things Change: Part 1".

#### Жукоящер
Жукоящер (англ. Buglizard) — це іншопланетянин з планети Лепідоптера. Він є природним ворогом лепідоптеранів (Жук). Жукоящер має бліду шкіру з чорними візерунками, червоним черевом, кігтями, шипами на спині та жалом на хвості. На морді у нього відсутня шкіра.
Цей хижий ящер має гострий нюх, надзвичайну швидкість, рефлекси і гострі пазурі, здатні пробити корпус космічного корабля. Також він здатний випускати з пащі газ, що засліплює його жертву.
Уперше з'явився в серії "The More Things Change: Part 2".

#### Муцилятор
Муцилятор (англ. Mucilator) — це представник невідомого виду з невідомої планети. Він є природним ворогом виду Крахконика. Це товстий сірошкірий прибулець з довгими передніми та короткими задніми лапами. На його тілі ростуть липкі фіолетові сфери, завдяки яким він ловить своїх жертв.
Дебютував Муцилятор у серії "It Was Them".

#### Терроранчула
Терроранчула (англ. Terroranchula) — це іншопланетянин з невідомої планети. Він є природним ворогом виду Кулькового Довгоносика. Терроранчула виглядає як чотириногий павук сріблястого кольору з сірим хутром на лапах і чотирма хеліцерами на голові.
Прибулець має гарний слух, уміє створювати енергетичну павутину, здатну нейтралізувати плазмові кульки Кулькового Довгоносика і закутуватися в цю ж павутину. Також Терроранчула може легко пролазити через вузькі отвори.
Уперше цей іншопланетянин з'явився в серії "Of Predators and Prey: Part 1".

#### Тиранопед
Тиранопед (англ. Tyrannopede) — це хаосефекс ультимазаура з планети Террадіно. Він є природним ворогом ваксазауріанів (Гуманґозавр). Цей іншопланетянин має велике сегментоване тіло з чорно-сірим забарвленням, червону голову, чотири великі ноги та шість маленьких рук.
Тиранопед дуже міцний, сильний і важкий. Він має сильні щелепи й уміє випускати надзвичайно міцну павутину з рога на голові.
Тиранопед уперше з'явився в серії "Of Predators and Prey: Part 2".

#### Бойовий Хробак
Бойовий Хробак (англ. Slamworm) — це іншопланетянин з планети Терраекскава. Він є природним ворогом талпеданів (Армодрилло). Це велетенський хробак з сірим дзьобом, хеліцерами, чотирма невеликими лапками, шістьма очима та клешнею на кінці хвоста.
Бойовий Хробак здатен з великою швидкістю проривати тунелі в землі й атакувати свою жертву, хапаючи її дзьобом або плюючи в неї кислотою.
Дебютував Хробак у серії "It Was Them".

#### Гіпнотик
Гіпнотик (англ. Hypnotick) — це психолеоптеран з планети Кілмиш. Він є природним ворогом некрофріґіанів (Крилатий). Виглядає як сіра комаха з чотирма перетинчастими крилами, довгими антенами на голові й чотирма великими зубами.
Гіпнотик уміє подібно до Крилатого ставати невидимим і безтілесним, а також витримувати екстремальні температури. Для полювання на своїх жертв цей прибулець розпиляє червоний газ і махає крилами, аби створювати з газу малюнок, що гіпнотизує його жертв, після чого Гіпнотик ловить їх довгим язиком.
Уперше прибулець з'явився в серії "Malefactor".

#### Всененажера
Всененажера (англ. Omnivoracious) — це іншопланетянин з планети Ґалван Прайм. Він є природним ворогом ґалванів (Сіра Речовина). Це літаючий іншопланетянин, схожий на щось середнє між птерозавром і птахом. Він має фіолетове пір'я, довгий дзьоб та великі пазурі на ногах і крилах. Всененажера володіє дуже високим рівнем інтелекту, тому і представляє велику загрозу для ґалванів.
Усененажера дебютував у серії "Showdown: Part 1", коли Зед у його образі намагалася вбити Азимута.

#### Вайстопус
Вайстопус (англ. Vicetopus) — це іншопланетянин з планети Енцефалонус IV. Він є природним ворогом цереброкрустасіанів (Мозковий Краб). Вайстопус має темно-червоне продовгувате тіло з щупальцями, що ростуть з його черева і короткий дзьоб. Щупальця цього прибульця можуть ставати довшими і легко ламати панцир цереброкрустасіанів.
Уперше він з'явився в серії "Showdown: Part 1".

#### Панунсіан
Панунсіан (англ. Panuncian) — це іншопланетянин з планети Хатор. Він є природним ворогом спліксонів (Клон). Один з таких був приборканий Кайбером. Виглядає цей прибулець як шаблезуба гієна з чорно-червоним хутром і жалом на хвості. Подібно до своєї здобичі, спліксонів, панунсіани вміють створювати незліченну кількість своїх дублікатів. Представники цього виду бояться води.
Дебютував цей іншопланетянин у серії "A Fistful of Brains".

##### Супер Панунсіан
Супер Панунсіан (англ. Ultimate Panuncian) — це покращена версія Панунсіана. Він є більшим за розмірами, має світліше хутро, панцир на верхній частині голови і великий ріг на носі. Також на його спині росте багато довгих шипів. З'явився лише раз — в серії "For a Few Brains More".

## Іншопланетяни з Антитрікса
Антитрікс — це подібний до Омнітрікса пристрій, створений Вілгаксом та Кевіном Левіном.

#### Хот Шот
Озвучення:
- Ґреґ Сайпс — Бен 10 (Ребут)

Хот Шот (англ. Hot Shot) — це піроніт-мутант.

#### Кришталевий Кулак
Озвучення:
- Ґреґ Сайпс — Бен 10 (Ребут)

Кришталевий Кулак (англ. Crystalfist) — це петросапієн-мутант.

#### Порив
Озвучення:
- Ґреґ Сайпс — Бен 10 (Ребут)

Порив (англ. Rush) — це кінецелеран-мутант.

#### Темна Речовина
Озвучення:
- Ґреґ Сайпс — Бен 10 (Ребут)

Темна Речовина (англ. Dark Matter) — це ґалван-мутант.

#### Чотири Удари
Озвучення:
- Ґреґ Сайпс — Бен 10 (Ребут)

Чотири Удари (англ. Quad Smack) — це тетраманд-мутант.

#### Скунсомоль
Озвучення:
- Ґреґ Сайпс — Бен 10 (Ребут)

Скунсомоль (англ. Skunkmoth) — це лепідоптеран-мутант.